# Amherst Cove
Amherst Cove est une localité de Terre-Neuve-et-Labrador au Canada. Elle est située sur la péninsule de Bonavista sur l'île de Terre-Neuve. Elle a été fondée avant 1864. La localité est divisée en trois zones distinctes séparées l'une de l'autre par environ un kilomètre : Lower Amherst Cove, Middle Amherst Cove et Upper Amerst Cove. En 1956, elle avait une population de 279 habitants et, en 1911, de 240. Le moratum sur la pêche à la morue de 1992 eut un impact négatif sur la population d'Amherst Cove et seules quelques familles demeurent encore aujourd'hui dans cette petite communauté côtière.

## Annexe